# John Arthur Gellatly
John Arthur Gellatly, né le 6 juillet 1869 et mort le 18 juillet 1963, est un politicien républicain de l’État de Washington. Il occupa la fonction de dixième Lieutenant-Gouverneur de Washington et effectua quatre mandats en tant que maire de Wenatchee, une ville de ce même état.

## Biographie
Gellatly et sa famille arrivèrent à Wenatchee le 1er octobre 1900, afin de s'offrir une nouvelle vie à la suite d'une faillite dans le Comté de Benton, Oregon. Gellatly, qui effectua deux mandats de quatre ans comme archiviste du comté de Benton, se vit offrir le poste de contrôleur de gestion adjoint du Comté de Chelan, à Washington. Parmi les fonctions officielles qu'il remplit à Wenatchee, nous pouvons citer celles-ci: contrôleur de gestion du comté, conseiller municipal, président de la Chambre de Commerce, directeur du Wenatchee Reclamation District et quatre mandats en tant que maire.

## Carrière
En 1918, Gellatly fut élu au Sénat de l'État de Washington où il ne fit qu'un seul mandat. Il se présenta pour être Gouverneur de Washington dans les années 1920 mais finit cinquième des élections. En 1928, il se présenta puis fut élu au poste de Lieutenant-gouverneur de l'état. En 1932, il retenta sa chance pour devenir gouverneur mais perdit face à Clarence D. Martin. En 1958, il publia un livre intitulé History of Wenatchee: The Apple Capital of the World.